# B-6轟炸機
Keystone B-6是一款由基斯通飛機公司為美國陸軍航空兵團製造的雙翼轟炸機。

## 發展

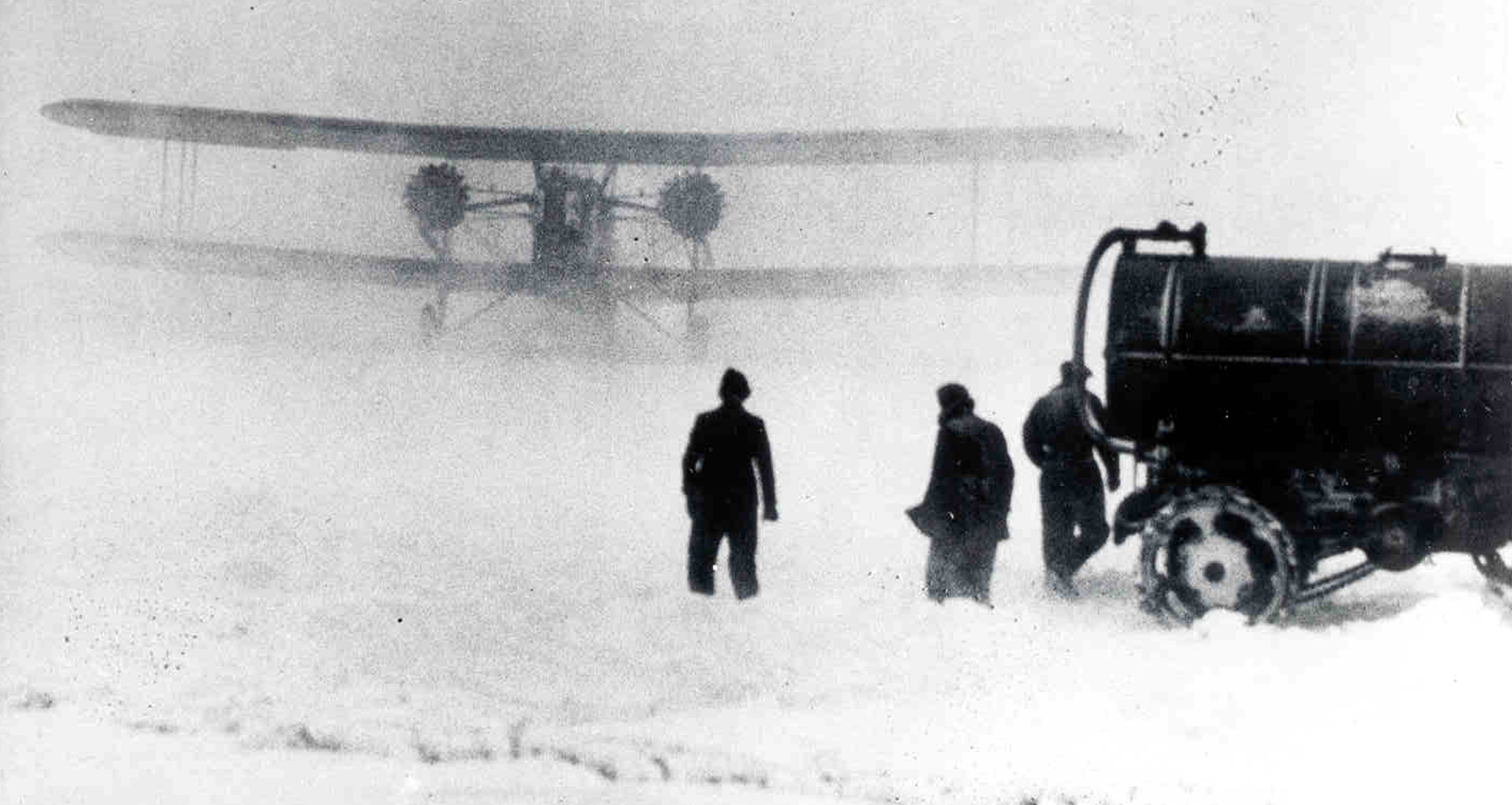
暴風雪中的B-6

1931年，美國陸軍航空兵團接收了五架B-6轟炸機的測試機（Y1B-6）。Y1B-名稱與YB-名稱相反，表示正常財政年度購買以外的資金。其中兩架是LB-13的重新命名；另外三架則是改裝過的B-3A。陸軍於1931年4月28日訂購了39架量產版，並於1931年8月至1932年1月期間交付。
B-6A的性能與1921年訂購的Martin NBS-1幾乎沒有什麼不同。Y1B-7和XB-8最初設計為高速偵察機。
B-6A和B-5A是1930年至1934年間美國的主力轟炸機。然而在全金屬單翼轟炸機出現後(B-10轟炸機)，它們了快被取代，並轉為執行觀察、運輸等第二線任務，直到1940年代初退役。
1935年12月27日，駐紮在夏威夷的第23轟炸機中隊的六架B-6投下炸彈，將茂納洛亞火山的熔岩流轉移到希洛港。
弗吉尼亞州丹吉爾島和馬裡蘭州史密斯島的居民在嚴重的冬季風暴後面臨飢餓，而且乞沙比克灣的厚冰導致船隻無法到達這些島嶼，陸軍航空兵團第49轟炸機中隊的B-6A於1936年2月9日，從弗吉尼亞州蘭利菲爾德飛往丹吉爾島，進行空投補給，以長10feet (3.0meters)重50-pound(23kg)的物資分批投放，共計1,000pounds(450kg)的物資。2月10日，該中隊的B-6A對丹吉爾島和史密斯島進行數次補給。 這些航班是在1936 年2 月2 日由固特異飛艇企業號飛往丹吉爾島的一次補給飛行之後進行的。在B-6A之後，第49轟炸機中隊使用13架B-10B繼續向丹吉爾島進行補給。

## 型號
LB-13
陸軍航空兵團訂購的7架轟炸機，但在交付前改名，並以Y1B-4和Y1B-6兩種款式交付
Y1B-6
先生產2架，並由3架B-3A改裝
B-6A
量產版本的Y1B-6，共39架

## 外部連結
- USAF Museum article on B-6
- USAF Museum article on LB-13